# SDJuSzOR-Metałurh Zaporoże
SDJuSzOR-Metałurh Zaporoże (ukr. Футбольний клуб «СДЮШОР-Металург» Запоріжжя, Futbolnyj Kłub "SDJuSzOR-Metałurh" Zaporiżżia) – ukraiński klub piłkarski z siedzibą w mieście Zaporoże. Jest Szkołą Piłkarską klubu Metałurh Zaporoże.

## Historia
Chronologia nazw:
- 1951—1975: DJuSSz-Metałurh Zaporoże (ukr. «ДЮСШ-Металург» Запоріжжя)
- 1975—...: SDJuSzOR-Metałurh Zaporoże (ukr. «СДЮШОР-Металург» Запоріжжя)

Szkoła piłkarska DJuSSz-Metałurh Zaporoże (ukr. ДЮСШ, Дитячо-юнацька спортивна школа, Dytiaczo-Junaćka Sportywna Szkoła) została założona w 1951 i przygotowywała młodych piłkarzy dla klubu Metałurh Zaporoże. W grudniu 1975 szkoła przekwalifikowała się na Specjalizowaną (ukr. СДЮШОР, Спеціалізована дитячо-юнацька школа олімпійського резерву, Specializowana Dytiaczo-Junaćka Szkoła Olimpijśkoho Rezerwu). Zespół występował w rozgrywkach lokalnych w różnych kategoriach wiekowych. W sezonie 2000/01 zgłosił się do rozgrywek w Drugiej Lidze. Zajął ostatnie, 16 miejsce i pożegnał się z rozgrywkami na szczeblu profesjonalnym. Klub występuje w Dziecinno-Juniorskiej Futbolowej Lidze (DJuFL) Ukrainy.

## Sukcesy
- 16 miejsce w Drugiej Lidze, Grupie W:

2000/01

## Inne
- Metałurh Zaporoże